# Friedrich von Grolman
Friedrich Ludwig Karl Christian von Grolman (* 30. März 1784 in Gießen; † 19. Januar 1859 in Darmstadt) war ein hessischer Richter und Abgeordneter der 1. und 2. Kammer der Landstände des Großherzogtums Hessen.

## Familie
Friedrich von Grolman war der Sohn des Gießener Rechtsprofessors Adolf Ludwig Grolman (1722–1795) und dessen Ehefrau Anna Sophie, geborene von Rauen (1744–1827). Der spätere Staatsminister Karl Ludwig Wilhelm von Grolman (1775–1829) war sein Bruder. Am 4. März 1813 erfolgte die großherzoglich-hessische Adelsanerkennung des königlich-preußischen Adelsstandes der Familie, die evangelisch war.
Friedrich von Grolman heiratete Johanna Eleonore Philippine geborene Seyler (1781–1848). Aus der Ehe gingen hervor:
- Friedrich Ludwig Franz Emil Georg Adolph (1809–1864), Hofgerichtsrat und Landtagsabgeordneter
- Amalie, die den späteren Kreisrat Wilhelm Rautenbusch heiratete.[1]

## Leben
Friedrich von Grolman war bis 1810 Hofgerichtsadvokat in Gießen und wurde 1810 Justizamtmann in Homberg an der Ohm/Burg Gemünden. 1817 wechselte er als Wirklicher Hofgerichtsrat und erster Peinlicher Richter an das Hofgericht Darmstadt. Ab 1819 war er Wirklicher Regierungsrat und 1827 Wirklicher Geheimer Regierungsrat. 1832 wechselte er als Wirklicher Oberappellations- und Kassationsgerichtsrat an das Oberappellationsgericht Darmstadt. 
1831 und 1834 und erneut 1849–1858 war Mitglied des Staatsrates, 1836 wurde er zum Geheimen Rat ernannt.
Von 1820 bis 1824, 1826 bis 1830 und erneut 1834 bis 1849 gehörte er der Zweiten Kammer der Landstände an. Er wurde für den Wahlbezirk Oberhessen 13/Gedern-Ortenberg, Oberhessen 4/Homberg und später Oberhessen 2/Gladenbach gewählt. 1856 wurde er zum Mitglied der ersten Kammer des hessischen Landtags auf Lebenszeit ernannt und 1858 pensioniert.
1856 wurde er mit dem Titel eines Dr. jur. h. c. geehrt.